# Бахарево (Великоустюзький район)
Ба́харево (рос. Бахарево) — присілок у складі Великоустюзького району Вологодської області, Росія. Входить до складу Зарічного сільського поселення.

## Населення
Населення — 81 особа (2010; 136 у 2002).
Національний склад (станом на 2002 рік):
- росіяни — 99 %